# Polypedilum praegnans
Polypedilum praegnans är en tvåvingeart som beskrevs av Emmanuel Adeoye Oyewo och Ole Anton Saether 1998. Polypedilum praegnans ingår i släktet Polypedilum och familjen fjädermyggor. Inga underarter finns listade i Catalogue of Life.